# Lorenz Reichel
Lorenz Reichel (* 19. Jahrhundert; † 1915 ?) aus Arzberg in Nordbayern war ein deutscher Unternehmer in der Porzellanbranche.

## Leben
1901 betrieb Reichel eine Porzellanmalerei in Schirnding. Im Jahre 1904 entstand daraus eine Porzellanmanufaktur, die sich bis 1906 zu einer Porzellanfabrik mit sechs modernen Rundöfen, elektrischer Beleuchtung und eigenem Gleisanschluss entwickelt hatte. 1909 wurde das Unternehmen in eine Aktiengesellschaft, die Porzellanfabrik Schirnding AG, umgewandelt. Reichel wird in den meisten Chroniken als Urheber der Porzellanindustrie in Schirnding genannt. Tatsächlich gründete dort aber Christian Paul Aecker die „Aeckerische Porcellain- und Steingutfabrik“ bereits im Jahre 1838.

## Nachkommen
Über Nachkommen des Lorenz Reichel liegen in der Chronik keine Daten vor.